# IC 1208
IC 1208 ist eine linsenförmige Galaxie vom Hubble-Typ S0/a im Sternbild Corona Borealis am Nordsternhimmel. Sie ist schätzungsweise 438 Millionen Lichtjahre von der Milchstraße entfernt und hat einen Durchmesser von etwa 130.000 Lichtjahren.
Im selben Himmelsareal befindet sich u. a. die Galaxie NGC 6104.
Das Objekt wurde am 20. Mai 1890 von Sherburne Wesley Burnham entdeckt.